# Tax & Investment Advisers
Tax & Investment Advisers, a.s. byla česká společnost, kterou v únoru 1998 založili Miroslav Jansta a Ivan Lhotský.
V polovině ledna 1999 předseda představenstva Ivan Lhotský novinářům časopisu Euro řekl: "Půjčili jsme sociální demokracii před volbami peníze. Byla to normální půjčka. Nyní ale jsem nervózní, protože již mají splácet, ale úplně se jim to nedaří. Něco splatili a něco ne." 1. března 1999 Lhotský čelil pokusu o vraždu, neznámý střelec ho zasáhl do hlavy a do hrudi. Policie zjistila, že mezi dubnem a listopadem 1998 irská společnost Anverse na účet TIA postupně převedla 33 milionů korun. 18 milionů TIA postupně převedla na konto společnosti Cíl, 12 milionů odeslala na účet Nadace Euro a tři miliony reklamní společnosti MPL. Jansta následně vyšetřovatelům řekl, že peníze pro ČSSD byly od firmy Karla Heinze Hauptmanna, spolumajitele developerské skupiny ECM. Tuto skutečnost všichni aktéři dlouhé roky tajili, vypátrali ji až novináři Sabina Slonková a Jiří Kubík v únoru 2001